# Karl May’s Gesammelte Werke

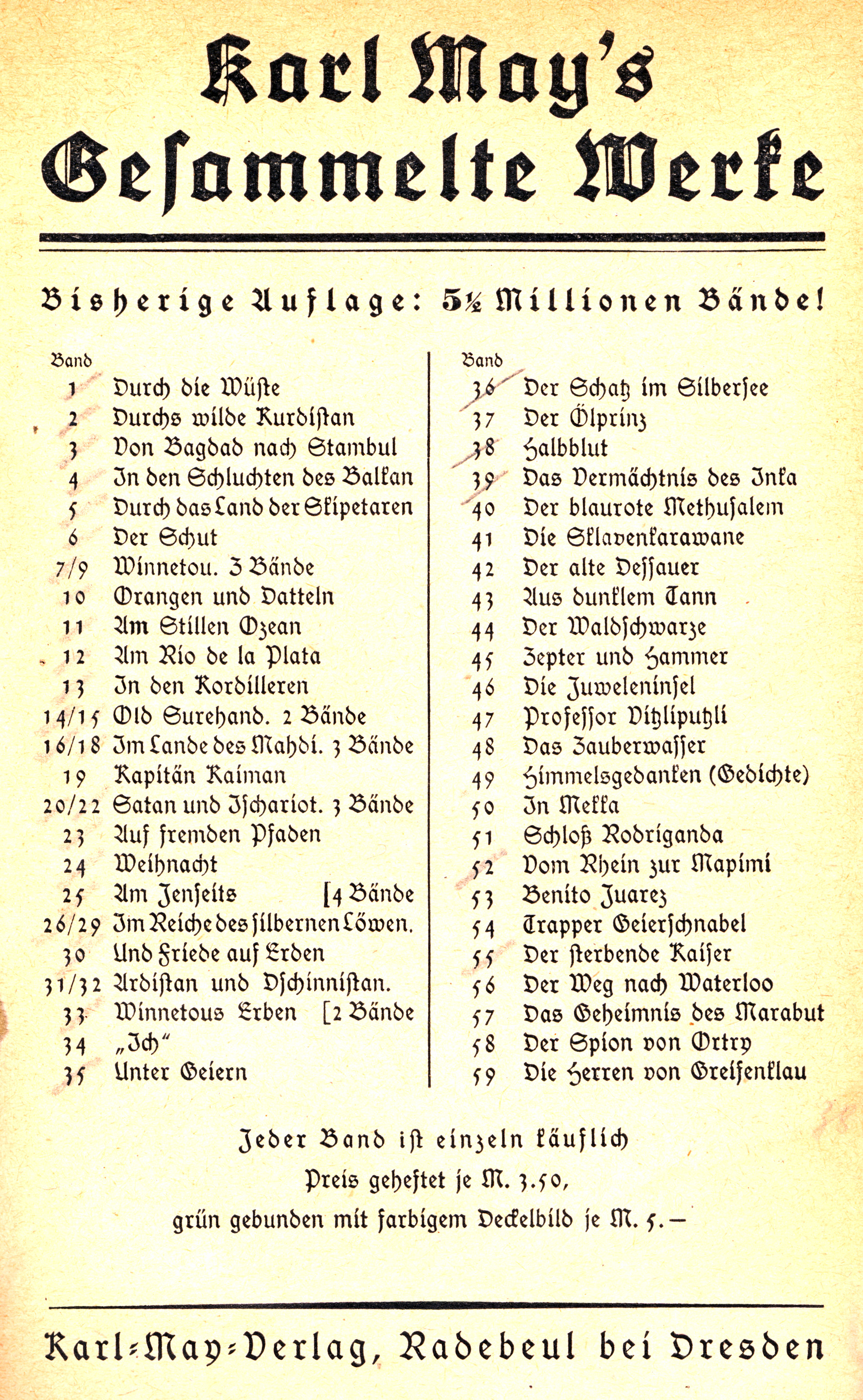
Seznam Sebraných spisů Karla Maye z roku 1930

Karl May’s Gesammelte Werke (Sebrané spisy Karla Maye) je název edice, která vychází od roku 1913 v nakladatelství Karl-May-Verlag. Jedná se o souborné vydání děl německého spisovatele Karla Maye.

## Vývoj Sebraných spisů
Po založení nakladatelství roku 1913 bylo jeho prvním úkolem obnovit klesající zájem o Mayovo dílo, ke kterému došlo v důsledku štvanic, pořádaných na autorovu osobu. Základem edice se staly Mayovy spisy, vydané Friedrichem Ernstem Fehsenfeldem v letech 1892–1910 v počtu 33 svazků. Ty byly doplněny o romány určené mládeži, vydané v Union Deutsche Verlagsgesellschaft ve Stuttgartu, o kolportážní romány vydané nakladatelem Heinricha Gottholda Münchmeyera a o další díla (Mayova autobiografie a jeho humoresky a povídky).
Nejprve bylo vydáno původních 33 svazků od Friedricha Ernsta Fehsenfelda a do roku 1921 dalších 11 titulů. Nakladatelství získalo postupně velkou čtenářskou obec a Mayova díla se stala velmi populární. Pravděpodobně tomu napomohly dosti velké úpravy původních Mayových textů, které měly podle názoru jednatele nakladatelství Euchara Albrechta Schmida zajistit větší čtivost jednotlivých knih a ke kterým dala vdova po Karlu Mayovi Klára Mayová souhlas.
V roce 1939 obsahovaly Spisy 65 titulů. V této souvislosti se hovoří o tzv. Radebeulské edici, protože nakladatelství sídlilo v té době Radebeulu. Po druhé světové válce byla však jeho činnost v Německé demokratické republice z politických důvodů znemožněna. Nakladatelství se tudíž přestěhovalo do Bamberku ve Spolkové republice Německo a postupně rozšířilo počet titulů Mayova díla na dnešních devadesát čtyři. Mnoho z těchto svazků bylo sestaveno dlouho po Mayově smrti z různých fragmentů rozptýlených po novinách a časopisech, některé z nich jsou tematicky zaměřeny na různá období Mayova života a obsahují i texty jiných autorů, některé kolportážní romány byly rozděleny do relativně samostatných příběhů a poslední čtyři knihy jsou věnovány Mayově korespondenci.

## Seznam titulů v Sebraných spisech Karla Maye
Seznam je vypracován podle přehledu na stránkách Karl-May-Wiki a dle seznamu uvedeném na stránkách nakladatelství Karl-May-Verlag

| Číslo svazku | Rok vydání | Název                                           | Český název                                          | Poznámky |
| ------------ | ---------- | ----------------------------------------------- | ---------------------------------------------------- | --- |
| 1            | 1913       | Durch die Wüste                                 | Pouští                                               | Im Schatten des Grossherrn I. (Ve stínu padišáha I.) |
| 2            | 1913       | Durchs wilde Kurdistan                          | Divokým Kurdistánem                                  | Im Schatten des Grossherrn II. (Ve stínu padišáha II.) |
| 3            | 1913       | Von Bagdad nach Stambul                         | Z Bagdádu do Cařihradu                               | Im Schatten des Grossherrn III. (Ve stínu padišáha III.) |
| 4            | 1913       | In den Schluchten des Balkan                    | V balkánských roklinách                              | Im Schatten des Grossherrn IV. (Ve stínu padišáha IV.) |
| 5            | 1913       | Durch das Land der Skipetaren                   | Zemí Škipetarů                                       | Im Schatten des Grossherrn V. (Ve stínu padišáha V.) |
| 6            | 1913       | Der Schut                                       | Žut (nebo Šut)                                       | Im Schatten des Grossherrn VI. (Ve stínu padišáha VI.) |
| 7            | 1913       | Winnetou I.                                     | Vinnetou I.                                          | |
| 8            | 1913       | Winnetou II.                                    | Vinnetou II.                                         | |
| 9            | 1913       | Winnetou III.                                   | Vinnetou III.                                        | |
| 10           | 1913       | Sand des Verderbens                             | Písek záhuby                                         | povídky, původní název Orangen und Datteln (Oranže a datle) |
| 11           | 1913       | Am Stillen Ocean                                | Na Tichém oceánu                                     | povídky |
| 12           | 1913       | Am Rio de la Plata                              | Na Río de la Plata                                   | El Sendador I. (Dobyvatelé Gran Chaca I.) |
| 13           | 1913       | In den Kordilleren                              | V Kordillerách                                       | El Sendador II. (Dobyvatelé Gran Chaca II.) |
| 14           | 1913       | Old Surehand I.                                 | Old Surehand                                         | první díl zkráceného dvoudílného vydání románu |
| 15           | 1913       | Old Surehand II.                                | Old Surehand                                         | druhý díl zkráceného dvoudílného vydání románu |
| 16           | 1913       | Menschenjäger                                   | Lovci lidí                                           | Im Lande des Mahdi I. (V zemi Mahdího I.) |
| 17           | 1913       | Der Mahdi                                       | Mahdí                                                | Im Lande des Mahdi II. (V zemi Mahdího III.) |
| 18           | 1913       | Im Sudan                                        | V Súdánu                                             | Im Lande des Mahdi III. (V zemi Mahdího III.) |
| 19           | 1913       | Kapitän Kaiman                                  | Kapitán Kajman, resp. Old Surehand                   | povídky z původního druhého dílu románu Old Surehand |
| 20           | 1913       | Die Felsenburg                                  | Skalní hrad, resp. Trampem v Sonoře                  | Satan und Ischariot I. (Satan a Jidáš I.) |
| 21           | 1913       | Krüger Bei                                      | Vinnetou mezi beduiny                                | Satan und Ischariot II. (Satan a Jidáš II.) |
| 22           | 1913       | Satan und Ischariot                             | Satan a Jidáš                                        | Satan und Ischariot III. (Satan a Jidáš III.) |
| 23           | 1913       | Auf fremden Pfaden                              | Na cizích stezkách                                   | povídky |
| 24           | 1913       | Weihnacht                                       | Vánoce                                               | |
| 25           | 1913       | Am Jenseits                                     | Na věčnosti, resp. Pouť do Mekky                     | |
| 26           | 1913       | Der Löwe der Blutrache                          | Lev krevní msty                                      | Im Reiche des silbernen Löwen I. (V Říši stříbrného lva I.) |
| 27           | 1913       | Bei den Trümmern von Babylon                    | U trosek Babylónu                                    | Im Reiche des silbernen Löwen II. (V Říši stříbrného lva II.) |
| 28           | 1913       | Im Reiche des silbernen Löwen                   | V Říši stříbrného lva                                | Im Reiche des silbernen Löwen III. (V Říši stříbrného lva III.) |
| 29           | 1913       | Das versteinerte Gebet                          | Zkamenělá modlitba                                   | Im Reiche des silbernen Löwen IV. (V Říši stříbrného lva IV.) |
| 30           | 1913       | Und Friede auf Erden!                           | A mír na Zemi!, resp. Do země mandarinů              | |
| 31           | 1913       | Ardistan                                        | V bažinách Ardistanu                                 | Ardistan und Džinistan I. (Ardistan a Džinistan I.) |
| 32           | 1913       | Der Mir von Dschinnistan                        | Na hoře Alláhově                                     | Ardistan und Džinistan II. (Ardistan und Džinistan II.) |
| 33           | 1913       | Winnetous Erben                                 | Vinnetouova závěť, resp. Vinnetouův odkaz            | Winnetou IV. (Vinnetou IV.) |
| 34           | 1917       | Ich - Karl Mays Leben und Werk                  | Já - Život a dílo Karla Maye                         | Mein Leben und Streben (Můj život a mé cíle), Meine Beichte (Moje zpověď), Empor ins Reich der Edelmenschen! (Vzhůru do říše ušlechtilých lidí!) a eseje jiných autorů o Mayově životě |
| 35           | 1914       | Unter Geiern                                    | Mezi supy                                            | Der Sohn des Bärenjägers (Syn lovce medvědů) a Der Geist des Llano Estacado (Duch Llana Estacada)                                                                                      |
| 36           | 1913       | Der Schatz im Silbersee                         | Poklad ve Stříbrném jezeře                           | |
| 37           | 1915       | Der Ölprinz                                     | Petrolejový princ                                    | |
| 38           | 1917       | Halbblut                                        | Míšenec                                              | jde o román Der schwarze Mustang (Černý mustang) |
| 39           | 1913       | Das Vermächtnis des Inka                        | Odkaz posledního Inky, resp. Poklad Inků             | |
| 40           | 1914       | Der blaurote Methusalem                         | Červenomodrý Metuzalém                               | |
| 41           | 1915       | Die Sklavenkarawane                             | Karavana otroků                                      | |
| 42           | 1921       | Der alte Dessauer                               | Starý Desavan                                        | humoresky |
| 43           | 1921       | Aus Dunklem Tann                                | Z tmavé jedle                                        | vesnické povídky |
| 44           | 1921       | Der Waldschwarze                                | Černý les                                            | vesnické povídky |
| 45           | 1926       | Zepter und Hammer                               | Žezlo a kladivo                                      | |
| 46           | 1926       | Die Juweleninse                                 | Ostrov šperků                                        | |
| 47           | 1927       | Professor Vitzliputzli                          | Profesor Vizliputzli                                 | humoresky |
| 48           | 1927       | Das Zauberwasser                                | Kouzelná voda                                        | povídky |
| 49           | 1918       | Himmelsgedanken                                 | Nebeské myšlenky                                     | roku 1956 byl svazek vydán jako Lichte Höhen (Světlé výšiny), který kromě básní obsahuje drama ''Babel und Bibel" (Babylon a bible) a další nebeletristické texty                      |
| 50           | 1923       | In Mekka                                        | V Mekce, resp. V městě prorokově                     | pokračování románu Am Jenseits (Na věčnosti) od Franze Kandolfa |
| 51           | 1924       | Schloss Rodriganda                              | Zámek Rodriganda                                     | Waldröschen I. (Lesní Růže I.) |
| 52           | 1924       | Die Pyramide des Sonnengottes                   | Pyramida boha Slunce                                 | Waldröschen II. (Lesní Růže II.), původní název svazku Vom Rhein zur Mapimi (Od Rýna do Mapimi)                                                                                        |
| 53           | 1924       | Benito Juarez                                   | Benito Juarez                                        | Waldröschen III. (Lesní Růže III.) |
| 54           | 1925       | Trapper Geierschnabel                           | Zálesák Supí zobák                                   | Waldröschen IV. (Lesní Růže IV.) |
| 55           | 1925       | Der sterbende Kaiser                            | Umírající císař                                      | Waldröschen V. (Lesní Růže V.) |
| 56           | 1930       | Der Weg nach Waterloo                           | Cesta do Waterloo                                    | Die Liebe des Ulanen I. (Hulánova láska I.) |
| 57           | 1930       | Das Geheimnis des Marabut                       | Marabutovo tajemství                                 | Die Liebe des Ulanen II. (Hulánova láska II.) |
| 58           | 1930       | Der Spion von Ortry                             | Vyzvědač z Ortry                                     | Die Liebe des Ulanen III. (Hulánova láska III.) |
| 59           | 1930       | Die Herren von Greifenklau                      | Pánové z Greifenklau                                 | Die Liebe des Ulanen IV. (Hulánova láska IV.) |
| 60           | 1931       | Allah il Allah!                                 | Alláh il Alláh!                                      | Deutsche Herzen, deutsche Helden I. (Německá srdce, němečtí hrdinové I.) |
| 61           | 1933       | Der Derwisch                                    | Derviš                                               | Deutsche Herzen, deutsche Helden II. (Německá srdce, němečtí hrdinové II.) |
| 62           | 1934       | Im Tal des Todes                                | V údolí smrti                                        | Deutsche Herzen, deutsche Helden II. (Německá srdce, němečtí hrdinové III.) |
| 63           | 1934       | Zobeljäger und Kosak                            | Lovec sobolů a kozák                                 | Deutsche Herzen, deutsche Helden IV. (Německá srdce, němečtí hrdinové IV.) |
| 64           | 1935       | Das Buschgespenst                               | Přízrak ve křoví, resp. Přízrak                      | Der verlorene Sohn I. (Ztracený syn I.) |
| 65           | 1939       | Der Fremde aus Indien                           | Cizinec z Indie                                      | Der verlorene Sohn II. (Ztracený syn II.) |
| 66           | 1958       | Der Peitschenmüller                             | Mlynář biče                                          | Der Weg zum Glück I. (Cesta za štěstím I.) |
| 67           | 1959       | Der Silberbauer                                 | Stříbrná klec                                        | Der Weg zum Glück II. (Cesta za štěstím II.) |
| 68           | 1960       | Der Wurzelsepp                                  | Kořenář Sepp                                         | Der Weg zum Glück III. (Cesta za štěstím III.) |
| 69           | 1960       | Ritter und Rebellen                             | Rytíři a rebelové                                    | Jde o román Der beiden Quitzows letzte Fahrten (Poslední cesty obou Quitzowů) |
| 70           | 1959       | Der Waldläufer                                  | Zálesák, resp. Komanč a zálesák                      | |
| 71           | 1967       | Old Firehand                                    | Old Firehand                                         | rané povídky |
| 72           | 1968       | Schacht und Hütte                               | Šachta a hutě                                        | Zeměpisná kázání, vesnické povídky a humoresky |
| 73           | 1967       | Der Habicht                                     | Jestřáb                                              | Der Weg zum Glück IV. (Cesta za štěstím IV.) |
| 74           | 1985       | Der verlorene Sohn                              | Ztracený syn                                         | Der verlorene Sohn III. (Ztracený syn III.) |
| 75           | 1993       | Sklaven der Schande                             | Otroci hanby                                         | Der verlorene Sohn IV. (Ztracený syn IV.) |
| 76           | 1994       | Der Eremit                                      | Poustevník                                           | Der verlorene Sohn V. (Ztracený syn V.) |
| 77           | 1995       | Die Kinder des Herzogs                          | Děti knížete                                         | Waldröschen VI. (Lesní Růže VI.) |
| 78           | 1996       | Das Rätsel von Miramare                         | Tajemství z Miramare                                 | Der Weg zum Glück V. (Cesta za štěstím V.) |
| 79           | 1997       | Old Shatterhand in der Heimat                   | Old Shatterhand ve vlasti                            | humoresky, povídky, skici, statě a eseje |
| 80           | 1998       | Auf der See gefangen                            | Zajati na moři                                       | kromě titulního románu obsahuje svazek povídky Vinnetou (Winnetou) a Petrolejový požár (Ein Oelbrand)                                                                                  |
| 81           | 2000       | Abdahn Effendi                                  | Abdan efendi                                         | pozdní autorovy práce |
| 82           | 1999       | In fernen Zonen                                 | V dálavách                                           | texty týkající se cest Karla Maye do Orientu a do Ameriky |
| 83           | 2001       | Am Marterpfahl                                  | U mučednického kůlu                                  | Mayovy obhajoby a obhajoby a právní spisy |
| 84           | 2003       | Der Bowie-Pater                                 | Páter Bowie                                          | povídky a jejich varianty |
| 85           | 2004       | Von Ehefrauen und Ehrenmännern                  | O manželkách a čestných mužích                       | biografické a polemické stati |
| 86           | 2005       | Meine dankbaren Leser                           | Od vděčného čtenáře                                  | obhajovací spis z roku 1902 |
| 87           | 2006       | Das Buch der Liebe                              | Kniha lásky                                          | |
| 88           | 2008       | Deadly Dust                                     | Smrtící prach                                        | původní texty dvou novel zařazených později do románu Vinnetou: Tödlicher Staub, později Deadly Dust (Smrtící prach) a Im wilden Westen (Na Západě).                                   |
| 89           | 2011       | Im fernen Westen                                | Na dálném Západě                                     | přepracovaný text novely Old Firehand z roku 1879 doplněný výňatkem z románu Deutsche Herzen, Deutsche Helden (Německá srdce, němečtí hrdinové)                                        |
| 90           | 2014       | Verschwörung in Wien                            | Spiknutí ve Vídni                                    | Der Weg zum Glück VI. (Cesta za štěstím VI.) |
| 91           | 2007       | Briefwechsel mit Friedrich Ernst Fehsenfeld I.  | Korespondence s Friedrichem Ernstem Fehsenfeldem I.  | |
| 92           | 2008       | Briefwechsel mit Friedrich Ernst Fehsenfeld II. | Korespondence s Friedrichem Ernstem Fehsenfeldem II. | |
| 93           | 2009       | Briefwechsel mit Sascha Schneider               | Korespondence se Saschou Schneiderem                 | |
| 94           | 2009       | Briefwechsel mit Joseph Kürschner               | Korespondence s Josephem Kürschnerem                 | |
| 95           | 2020       | Briefwechsel mit seinen 'Kindern' I.            | Korespondence s jeho 'dětmi' I.                      | |
| 96           | 2020       | Briefwechsel mit seinen 'Kindern' II.           | Korespondence s jeho 'dětmi' II.                     | |